# Shijingshan
Shijingshan (Vereenvoudigd Chinees: 石景山区; Hanyu pinyin: Shíjǐngshān Qū) is een district van de Chinese gemeente Peking. Het ligt ten westen van het stedelijk gebied (wat binnen de Tweede ringweg van Peking ligt).
Hoewel de heuvels rond de Yunjutempel ook worden aangeduid met Shijingshan, wordt dit op een andere manier uitgesproken in het Chinees, en zijn daarmee niet gerelateerd aan de naam van het district.
Het oppervlak is 86 vierkante kilometer, waardoor het een van de kleinste districten in de gemeente Peking is. In het district wonen 340.000 inwoners (stand: 2002).

## Verkeer en vervoer
Het westelijk deel van de Vijfde ringweg van Peking ligt in dit district. In het gebied ligt ook een deel van metrolijn 1 van de metro van Peking. Verder wordt het district doorsneden door Chinese nationale weg 109.

## Bezienswaardigheden en belangrijke gebieden
- Kerkhof van Babaoshan en het Revolutionair Kerkhof van Babaoshan
- Amusementspark nabij Babaoshan/Shijingshan
- Industriezone van Shougang